# Egzofagalni EKG
Egzofagalni EKG jedan je vrlo specifičan način registracije elektrokardiograma (EKG), elektrodom koja se kateterom plasira u ezofagus ili jednjak.  Ovo merenje omogućava posmatranje potencijala u sagitalnoj ravni i nije deo rutinske kliničke prakse.

## Namena
Metoda se koristi za utvrđivanje stanja srčanog mišića u infarktnom ili preinfarktnom stanju.

## Metoda
Elektroda koja se postavlja na direktni ulaz predpojačavača povezuje se za srce sa zadnje strane, preko katetera koji se kroz nozdrvu plasira u ezofagus (jednjak).

## Spoljašnje veze
|  | Molimo Vas, obratite pažnju na važno upozorenje u vezi sa temama iz oblasti medicine (zdravlja). |